# Avellinia
Avellinia é um género de plantas herbáceas pertencente à família das poáceas. É originário da Eurásia.

## Taxonomia
O género foi descrito por Filippo Parlatore e publicado em Plantae Novae vel Minus Notae ... 59. 1842. A espécie-tipo é Avellinia michelii (Savi) Parl.

## Etimologia
O nome do género foi outorgado em honra de Giulio Avellino, um botânico napolitano.

## Citologia
O número cromossómico básico do género é x=7, com números cromossómicos somáticos de 2n=12.

## Espécies
- Avellinia michelii
- Avellinia savi
- Avellinia scabriuscula
- Avellinia tenuicula
- Avellinia warionis

## Portugal
Em Portugal o género está representado por uma única espécie, Avellinia michelii (Savi) Parl., nomeadamente em Portugal Continental, de onde é nativa. 